# دم بز (قيلاب)
دم بز (بالفارسية: دم‌بز) هي قرية تقع في قسم قيلاب الريفي، بمقاطعة أنديمشك التابعة لمحافظة خوزستان، إيران. يقدر عدد سكانها بـ 28 نسمة حسب الإحصاء السكاني الذي تمّ في عام 2006.